# Kantābānji
Kantābānji är en ort i Indien.   Den ligger i distriktet Balāngīr och delstaten Odisha, i den centrala delen av landet, 1 100 km sydost om huvudstaden New Delhi. Kantābānji ligger 299 meter över havet och antalet invånare är 21 024.
Terrängen runt Kantābānji är platt. Runt Kantābānji är det ganska tätbefolkat, med 214 invånare per kvadratkilometer. Det finns inga andra samhällen i närheten. Trakten runt Kantābānji består till största delen av jordbruksmark.